# Tipentosin
Tipentosin je antagonist alfa adrenergičkog receptora.